# Alcalde (Nuevo México)
Alcalde es un lugar designado por el censo (en inglés, census-designated place, CDP) situado en el condado de Río Arriba, Nuevo México, Estados Unidos. Según el censo de 2020, tiene una población de 310 habitantes.

## Geografía
La localidad está ubicada en las coordenadas 36°5′7″N 106°3′27″O / 36.08528, -106.05750. Según la Oficina del Censo de los Estados Unidos, tiene una superficie de 1.34 km², correspondientes en su totalidad a tierra firme.

## Demografía
Según el censo de 2020, hay 310 personas residiendo en la localidad. La densidad de población es de 231.34 hab./km². El 33.39% de los habitantes son blancos, el 0.33% es afroamericano, el 5.48% son amerindios, el 26.77% son de otras razas y el 29.03% son de una mezcla de razas. Del total de la población, el 80.65% son hispanos o latinos de cualquier raza.